# 宮本信子
宮本 信子（みやもと のぶこ、戸籍：池内 信子、旧姓：宮本、1945年〈昭和20年〉3月27日 - ）は、日本の女優、歌手。所属事務所は東宝芸能（1990年から）。
北海道小樽市生まれ、愛知県名古屋市育ち。愛知淑徳高等学校卒業。夫は伊丹十三。長男は池内万作。俳優の佐々木勝彦は再従兄。

## 来歴
1963年、高校卒業後、文学座附属演劇研究所に入所。
1964年、木村功が中心メンバーの劇団青俳に入団後にフリーとなる。
NHKドラマ「あしたの家族」（1965年 - 1967年）で共演した俳優・伊丹十三と交際に発展、1969年1月に結婚。子どもが3歳頃よりおおよそ2年間、毎日自作の物語を作って聞かせていた。子育てが一段落した1984年に夫の伊丹が監督した映画『お葬式』に主演してブレイク。以降の伊丹十三監督映画に全て出演、作品ごとに多彩で多様なキャラクターを演じ、国内の映画賞を多数受賞した。伊丹は「妻はいい女優なのに、なかなか主役の話が来ない。ならば彼女を主役にした映画を自分で撮ってしまえば良い」と、「お葬式」に起用したと述べている。
1997年の伊丹との死別を機にジャズシンガーとしての活動を開始。2005年2月にライヴ・アルバム『Jazz in Tokyo  Live@Toranomon  Nobuko Miyamoto』をリリースした。
伊丹の自殺以降は映画への出演を控えていたが（「映画館に入るのも恐くなった」という）、2007年に『眉山-びざん-』で実に10年ぶりの映画出演を果たす。
2011年、『阪急電車 片道15分の奇跡』で第36回報知映画賞助演女優賞を受賞。
2014年紫綬褒章受章。
2022年、芦田愛菜が主演を務めた『メタモルフォーゼの縁側』にキーパーソンとして出演し、第32回日本映画批評家大賞におけるダイヤモンド大賞（淀川長治賞）を受賞。さらに、秋の叙勲により旭日小綬章を受章した。

## 人物
- 伊丹とは芸能界きってのおしどり夫婦であった。伊丹十三記念館の館長を務めており、グッズ作りなども行なっている。
- 小唄・ジャズダンスが趣味で[3]、『あげまん』や『マルタイの女』でその経験が活かされている。

## 出演作品

### 映画
- 日本春歌考（1967年） - 里見早苗 役
- スクラップ集団（1968年） - 老主人の娘 役
- 男はつらいよ 純情篇（1971年） - 絹代 役
- 放課後（1973年） - 北沢夏子 役
- 四季・奈津子（1980年） - 奈津子が出演する映画の俳優 役
- ときめきに死す（1984年） - 旅館の女将 役
- お葬式（1984年） - 雨宮千鶴子 役
- タンポポ（1985年） - タンポポ 役
- マルサの女（1987年） - 板倉亮子 役
  - マルサの女2（1988年） - 板倉亮子 役
- スウィートホーム（1989年） - 早川秋子 役
- あ・うん（1989年） - 門倉君子 役
- ファンシイダンス （1989年） - 塩野静子 役（友情出演）
- あげまん（1990年） - ナヨコ 役
- ミンボーの女（1992年） - 井上まひる 役
- 大病人（1993年） - 向井万里子 役
- ヤマトタケル（1994年） - ヤマトヒメ 役
- 静かな生活（1995年） - 団藤さんの奥さん 役
- スーパーの女（1996年） - 井上花子 役
- ラヂオの時間（1997年） - 山崎ルミ子 役
- マルタイの女（1997年） - 磯野ビワコ 役
- 眉山-びざん- （2007年） - 河野龍子 役
- 阪急電車 片道15分の奇跡（2011年） - 萩原時江 役
- 聯合艦隊司令長官 山本五十六  太平洋戦争70年目の真実 （2011年12月23日） - 高橋嘉寿子 役[13]
- いちごの唄（2019年） - 園長先生 役[14]
- キネマの神様（2021年） - 円山淑子 役[15]
- メタモルフォーゼの縁側（2022年）- 市野井雪 役[16]
- ハウ（2022年） - 関根志津 役[17]

### テレビドラマ
- あしたの家族（1965年 - 1967年、NHK総合）- 看護師 役
- 銭形平次（1967年、フジテレビ） - 早苗 役
- 泣いてたまるか 第27話・第30話・第47話・第53話（1967年1月1日・22日・6月18日・9月3日、TBS） - 河村節子 役
- われら弁護士（1968年2月2日 - 10月25日、日本テレビ） - 川口晴子 役
- 三匹の侍 第5シリーズ 第20話「白い幻花」（1968年2月15日、フジテレビ） - 浪野 役
- フジ三太郎（1968年10月6日 - 1969年3月30日、TBS） - フジビワ子 役（1話 - 26話まで）
- 男はつらいよ 第18話（1969年1月30日、フジテレビ） - アケミ 役
- 鬼平犯科帳 第56話「金太郎そば」（1970年10月27日、テレビ朝日・NET / 東宝） - お竹 役
- おひかえあそばせ（1971年4月7日 - 9月22日、日本テレビ） - 池西梅子 役
- 八州犯科帳 第3話「忘れな草に泣く女」（1974年、フジテレビ） - お加乃 役
- 非情のライセンス 第2シリーズ 第3話「兇悪の序曲」（1974年10月17日、テレビ朝日） - 本多和子 役
- 必殺からくり人・血風編 第1話「魔窟に潜む紅い風」（1976年10月29日、テレビ朝日） - お国 役
- 特捜最前線 第5話「行方不明の愛」（1977年5月4日、テレビ朝日）
- 熱中時代 第2シリーズ 第20話「北野先生お父さんになって」（1980年11月22日、日本テレビ） - 田中布美江 役
- 森繁久彌のおやじは熟年 第2話（1981年3月26日、テレビ朝日） - 小谷信子 役
- 連続テレビ小説（NHK総合）
  - 本日も晴天なり（1981年10月 - 1982年4月） - 桂木トシ江 役
  - まんてん 第25回 - 第49回（2002年10月28日 - 11月25日） - 花山百合子 役
  - どんど晴れ（2007年4月 - 9月） - 加賀美環 役
    - どんど晴れスペシャル「一本桜」（2011年4月24日） - 加賀美環 役

  - あまちゃん（2013年4月1日 - 9月28日） - 天野夏 役　※ナレーションも兼任
  - ひよっこ（2017年4月3日 - 9月30日） - 牧野鈴子 役
    - ひよっこ2（2019年3月25日 - 28日） - 牧野鈴子 役
- 北の国から 第4話・第17話（1981年10月30日・1982年2月5日、フジテレビ） - 本多好子 役
- 悦子逆転（1982年8月2日 - 10月29日、東海テレビ・フジテレビ） - 主演・悦子 役
- 月曜ワイド劇場「子供たちの復讐 開成高校生殺人事件」（1983年、テレビ朝日）  - 母親 役
- うちの子にかぎって…（1984年8月17日 - 9月21日、TBS） - 池田先生 役
- 風にむかってマイウェイ（1984年11月12日、TBS） - 吉野ミドリ 役
- ふたたびの街（1986年8月6日、NHK総合） - 主演・敏子 役
- 芸者小春の華麗な冒険（1991年4月11日 - 6月20日、テレビ朝日） - 主演・小春 役
- 人間の証明（1993年1月8日、フジテレビ） - ヒロイン・八杉恭子 役
- ゆっくりおダイエット（1994年6月13日 - 7月18日、NHK総合） - 主演・中山ひろ子 役
- 花のれん（1995年1月1日、テレビ東京） - 主演・河島多加 役
- 旅役者葵長五郎（1995年1月7日、テレビ朝日）
- 食卓のある風景（1996年10月15日、日本テレビ） - 主演・優子 役
- 大河ドラマ（NHK総合）
  - 毛利元就（1997年1月 - 12月） - 妙 役
  - 天地人（2009年1月4日 - 11月22日） - ナレーション
- 金曜エンタテイメント「ゴミ事件弁護士 梅木桃子の六法全書」（1997年2月28日、フジテレビ） - 主演・梅木桃子 役
- 開局45周年記念 橋田壽賀子スペシャル テレビ、翔んだ（1998年3月16日、日本テレビ）
- 飛んで火に入る春の嫁（1998年4月15日 - 6月24日、テレビ東京） - 主演・浅野妙子 役
- さよなら五つのカプチーノ（1998年10月31日、NHK総合） - 遠藤道子 役[18]
- 介護福祉士 哀しい嘘（2000年9月5日、日本テレビ） - 主演・桐生真知子 役
- 火曜サスペンス劇場「考古学者 佐久間玲子」（日本テレビ） - 主演・佐久間玲子 役
  - 第1作（2001年10月23日）
  - 第2作（2002年6月18日）
  - 第3作（2003年11月4日）
- 貴賓室の怪人（2002年2月5日、日本テレビ） - 船越麗子 役
- 農家のヨメになりたい（2004年5月24日 - 6月21日、NHK総合） - 小野タマ 役
- 火曜ドラマゴールド「カリスマ占い師殺人鑑定」（2006年12月12日、日本テレビ） - 主演・すずこ 役
- Dr.コトー診療所2006 最終話（2006年12月21日、フジテレビ） - 五島沙知子 役
- 土曜ワイド劇場「春らん漫!花の京都・熟年探偵団!!」（2007年4月21日、テレビ朝日） - 主演・桜井さくら 役
- JNN50周年記念ドラマ 天国で君に逢えたら （2009年9月24日、TBS） - 和田みずほ 役
- 続・遠野物語（2010年12月21日、NHK総合） - 菊池セツ 役
- こだわり男とマルサの女 シリーズ1 ドラマ「宮本信子 天才との日々」（2012年2月23日、NHK BSプレミアム） - 主演・宮本信子 役
- 私という運命について（2014年3月23日 - 4月20日、WOWOW） - 佐藤佐智子 役[19]
- ここにある幸せ（2015年1月16日、NHK福岡） - 福子 役[20]
- 坊っちゃん（2016年1月3日、フジテレビ） - 清 役
- 奇跡の人（2016年4月24日 - 6月12日、NHK BSプレミアム） - 都倉風子 役[21]
- 創立65周年記念スペシャルドラマ 氷の轍（2016年11月5日、朝日放送テレビ） - 兵藤千恵子 役[22]
- 北斗 -ある殺人者の回心-（2017年3月25日 - 4月22日、WOWOW）- 近藤綾子 役
- 許さないという暴力について考えろ（2017年12月26日、NHK総合） - 老婆 役
- この世界の片隅に（2018年7月15日 - 9月16日、TBS） - 森田イト 役[23]
- あの家に暮らす四人の女（2019年9月30日、テレビ東京）- 牧田鶴代 役[24][25]
- 北海道発地域ドラマ 春の翼（2022年5月20日、NHK札幌） - 三浦ハル 役
- 日曜の夜ぐらいは…（2023年4月30日 - 7月2日、朝日放送テレビ） - 樋口富士子 役[26]
- 母の待つ里（2024年8月16日・23日、NHK BSプレミアム4K / 9月21日・28日、NHK BS）- 藤原ちよ 役[27][28]
- 海に眠るダイヤモンド（2024年10月20日 - 12月22日、TBS） - いづみ 役[29]

### 配信ドラマ
- 忍びの家 House of Ninjas（2024年配信、Netflix） - 俵タキ 役[30]

### 舞台
- 油屋おこん（1998年、京都南座）
- うさぎ一座物語（1999年、大阪松竹座）
- 雪やこんこん （1999年、こまつ座）
- あげまん（2000年、中日劇場）
- 紙屋町さくらホテル（2001年、新国立劇場）
- おやすみの前に（2002年5月、PARCO劇場）
- 港町十三番地（2003年3月 - 4月、芸術座）
  - 港町十三番地（2004年7月、梅田コマ劇場）
- 眉山-びざん-（2007年、明治座）

### 劇場アニメ
- かぐや姫の物語（2013年） - 媼 役
- STAND BY ME ドラえもん 2（2020年） - おばあちゃん 役[31]

### 吹き替え
- 真実（2019年） - ファビエンヌ（カトリーヌ・ドヌーヴ） 役[32]

### ラジオ
- 都会の二つの顔（1963年） ※ラジオテレビ記者会年間最優秀作品賞・芸術祭奨励賞
- 鳥の名前の少年 あるいは、ある小惑星探査機の冒険（2011年12月24日） - ナレーション

### その他のテレビ番組
- 第33回年忘れにっぽんの歌（2000年12月31日、テレビ東京、於：明治座）※宮本は『港町十三番地』、『さのさ』、『テネシーワルツ』を歌唱
- こだわり男とマルサの女 シリーズ2 ドキュメンタリー「伊丹十三 「お葬式」への道」（2012年2月24日、NHK BSプレミアム）
- 人生が変わる1分間の深イイ話（2013年11月19日、日本テレビ）
- にっぽん紀行「ひだまりの散歩道〜瀬戸内 弓削島〜」（2014年5月7日、NHK総合） - 案内役
- 第68回NHK紅白歌合戦（2017年12月31日、NHK総合・ラジオ第1） - ゲスト審査員

### CM
- ハウス ジャワカレー（1970年） - 伊丹十三と共演[33]
- 明治乳業（現：明治） 「ホイップ&ホイップ」 - 伊丹十三、長男の池内万作と共演
- 味の素「マヨネーズDo」 - 伊丹十三と共演[34]
- ツムラ 「日本の名湯シリーズ」、「バスクリン」- 伊丹十三と共演[35]
- ミツカン 納豆・金のつぶシリーズ（2000年 - 2002年）
- 資生堂 プリオール - 原田美枝子と共演